# Charles Grove Haines
Charles Grove Haines (* 20. September 1879 in Lineboro, Maryland; † 27. Dezember 1948 in Los Angeles) war ein US-amerikanischer Politikwissenschaftler, der 1938/39 als Präsident der American Political Science Association (APSA) amtierte. Zu diesem Zeitpunkt war er Professor an der University of California, Los Angeles.

## Werdegang
Haines studierte am Ursinus College in Collegeville, Pennsylvania, wo er 1903 mit dem Bachelor of Arts abschloss. An der Columbia University erlangte er 1904 seinen Masterabschluss und promovierte 1909 zum Ph.D. Von 1906 bis 1910 lehrte er Geschichte und Politikwissenschaften am Ursinus College. Anschließend war er bis 1914 Dozent für Politikwissenschaften am Whitman College in Walla Walla, Washington. Danach lehrte er als Professor für Regierungslehre (1914–1922) und Recht (1923–1925) an der University of Texas. Anschließend folgte er dem Ruf auf eine Professur für Politikwissenschaften an der University of California, Los Angeles. Dort lehrte er von 1925 bis 1948.
1935 wurde Haines in die American Academy of Arts and Sciences gewählt.

## Schriften (Auswahl)
- The role of the Supreme Court in American government and politics, 1789–1835. University of California Press, Berkeley 1944.
- The revival of natural law concepts; a study of the establishment and of the interpretation of limits on legislatures with special reference to the development of certain phases of American constitutional law. Harvard University Press, Cambridge, Mass. 1930.
- Principles and problems of government. Harper & Brothers, New York/London 1926.
- Mit Bertha Moser Haines: Principles and problems of government. Harper & Brothers, New York/London 1921.
- The American doctrine of judicial supremacy. The Macmillan Company, New York 1914.